# Moustapha Rugibani
Mustafa Rugibani (en arabe : مصطفى الرجباني), né en 1941 est un homme d'affaires libyen. Après la révolution libyenne de 2011, il devient ministre du Travail dans le gouvernement intérimaire Rahim Al-Kib.

## Sources
- (en) Cet article est partiellement ou en totalité issu de l’article de Wikipédia en anglais intitulé « Mustafa Rugibani » (voir la liste des auteurs).